# Knjiga Džina
Knjiga Džina je uradno kitajsko zgodovinsko besedilo, ki zajema zgodovino dinastije Džin od leta 266 do 420. Knjigo so leta 648 sestavili številni uradniki po naročilu cesarskega dvora dinastije Tang. Glavni urednik je bil kancler Fang Šuanling. Glavni vir podatkov so bili predvsem uradni dokumenti iz cesarskih arhivov. Nekaj esejev v zvezkih 1, 3, 54 in 80 je sestavil sam cesar Tajdzong iz dinastije Tang. V knjigo ni vključena le zgodovine dinastije Džin, temveč tudi obdobje šestnajstih kraljestev, ki je bilo sočasno z dinastijo Vzhodni Džin. 

## Kompilacija
V času severnih in južnih dinastij je bilo napisanih več kot 20 zgodovin Džina, od katerih jih je bilo 18 še vedno ohranjenih na začetku dinastije Tang. Cesar Tajdzong menil, da so vse zgodovine  pomanjkljive in je ukazal sestaviti novo standardno zgodovino za to obdobje. Nova zgodovina je bila del širšega projekta šestih zgodovin, ki naj bi zapolnile vrzeli med Zapisi treh kraljestev, Knjigo Songa, Knjigo Čija, Knjigo Veja in časom vladajočega cesarja.  Kot del tega načrta razprave v Knjigi Džina ne pokrivajo le Džina, ampak tudi predhodna tri kraljestva, s čimer zapolnijo vrzeli v Zapisih treh kraljestev.
Knjigo je med letoma 646 in 648 na hitro sestavil odbor 21 oseb, ki ga je vodil glavni urednik Fang Šuanling. Ker je nekatera poglavja napisal cesar Tajdzong iz Tanga, je delo včasih dobilo častno oznako "cesarjevo avtorstvo".
Knjiga Džina je imela najdaljšo obdobje rojevanja katere koli uradne zgodovine, saj je ugledala luč sveta šele 229 let po koncu dinastije, ki jo opisuje.

## Vsebina

### Letopisi (紀)
| #         | Naslov                   | Prevod                                                                           | Komentar                          |
| --------- | ------------------------ | -------------------------------------------------------------------------------- | --------------------------------- |
| Zvezek 1  | 帝紀第1 宣帝             | cesar Šuan                                                                       | Sima Ji (Zahodni Džin)            |
| Zvezek 2  | 帝紀第2 景帝 文帝        | cesar Jing, cesar Ven                                                            | Sima Ši, Sima Džao                |
| Zvezek 3  | 帝紀第3 武帝             | cesar Vu (dinastija Džin)                                                        | Sima Jan                          |
| Zvezek 4  | 帝紀第4 惠帝             | cesar Hui (dinastija Džin)                                                       | Sima Džong                        |
| Zvezek 5  | 帝紀第5 懷帝 愍帝        | cesar Huaj (dinastija Džin), cesar Min (dinastija Džin)                          | Sima Či, Sima Je                  |
| Zvezek 6  | 帝紀第6 元帝 明帝        | cesar Juan (dinastija Džin), cesar Ming (dinastija Džin)                         | Sima Rui, Sima Šao (Vzhodni Džin) |
| Zvezek 7  | 帝紀第7 成帝 康帝        | cesar Čeng (dinastija Džin), cesar Kang (dinastija Džin)                         | Sima Jan, Sima Jue                |
| Zvezek 8  | 帝紀第8 穆帝 哀帝 海西公 | cesar Mu (dinastija Džin), cesar Aj (dinastija Džin), cesar Fej (dinastija Džin) | Sima Dan, Sima Pi, Sima Ji        |
| Zvezek 9  | 帝紀第9 簡文帝 孝武帝    | cesar Džjanven (dinastija Džin), cesar Šjaovu (dinastija Džin)                   | Sima Ju, Sima Jao                 |
| Zvezek 10 | 帝紀第10 安帝 恭帝       | cesar An (dinastija Džin), cesar Gong (dinastija Džin)                           | Sima Dezong, Sima Deven           |

### Razprave (志)
| #         | Naslov       | Prevod                    | Komentar |
| --------- | ------------ | ------------------------- | -------- |
| Zvezek 11 | 志第1 天文上 | Astronomija (1. del)      |          |
| Zvezek 12 | 志第2 天文中 | Astronomija (2. del)      |          |
| Zvezek 13 | 志第3 天文下 | Astronomija (3. del)      |          |
| Zvezek 14 | 志第4 地理上 | Geografija (1. del)       |          |
| Zvezek 15 | 志第5 地理下 | Geografija (2. del)       |          |
| Zvezek 16 | 志第6 律歷上 | Ritem in koledar (1. del) |          |
| Zvezek 17 | 志第7 律歷中 | Ritem in koledar (2. del) |          |
| Zvezek 18 | 志第8 律歷下 | Ritem in koledar (3. del) |          |
| Zvezek 19 | 志第9 禮上   | Obredi (1. del)           |          |
| Zvezek 20 | 志第10 禮中  | Obredi (2. del)           |          |
| Zvezek 21 | 志第11 禮下  | Obredi (3. del)           |          |
| Zvezek 22 | 志第12 樂上  | Glasba (1. del)           |          |
| Zvezek 23 | 志第13 樂下  | Glasba (2. del)           |          |
| Zvezek 24 | 志第14 職官  | Vladne službe             |          |
| Zvezek 25 | 志第15 輿服  | Potovanje in oblačenje    |          |
| Zvezek 26 | 志第16 食貨  | Hrana in dobrine          |          |
| Zvezek 27 | 志第17 5行上 | Pet elementov (1. del)    |          |
| Zvezek 28 | 志第18 5行中 | Pet elementov (2. del)    |          |
| Zvezek 29 | 志第19 5行下 | Pet elementov (3. del)    |          |
| Zvezek 30 | 志第20 刑法  | Zakonodaja in kaznovanje  |          |

### Biografije (列傳)
| #          | Naslov                                                                               | Prevod | Komentar |
| ---------- | ------------------------------------------------------------------------------------ | --- | --- |
| Zvezek 31  | 列傳第1 后妃上                                                                       | Cesarice in cesarjeve žene (1. del) | |
| Zvezek 32  | 列傳第2 后妃下                                                                       | Cesarice in cesarjeve žene (2. del) | |
| Zvezek 33  | 列傳第3 王祥 鄭沖 何曾 石苞                                                          | Vang Šjang, Dženg Čong, He Dzeng, Ši Bao | |
| Zvezek 34  | 列傳第4 羊祜 杜預                                                                    | Jang Hu, Du Ju | |
| Zvezek 35  | 列傳第5 陳騫 裴秀                                                                    | Čen Čjan, Pej Šju | |
| Zvezek 36  | 列傳第6 衛瓘 張華                                                                    | Vej Guan, Džang Hua | |
| Zvezek 37  | 列傳第7 宗室                                                                         | Cesarski klan | Sima Fu, Sima Čuan, Sima Taj, Sima Sui, Sima Šun, Sima Mu, Sima Ling in drugi sinovi                                             |
| Zvezek 38  | 列傳第8 宣5王 文6王                                                                  | Pet princes Šuana, šest princes Vena | Sima Gan, Sima Džov, Sima Džing, Sima Džun, Sima Rong, Sima Jou, Sima Džao, Sima Dingguo, Sima Guangde, Sima Džjan, Sima Jandzuo |
| Zvezek 39  | 列傳第9 王沈 荀顗 荀勖 馮紞                                                          | Vang Čen (tri kraljestva), Šun Ji, Šun Šu, Feng Dan | |
| Zvezek 40  | 列傳第10 賈充 郭彰 楊駿                                                              | Džja Čong, Guo Džang, Jang Džun | |
| Zvezek 41  | 列傳第11 魏舒 李憙 劉寔 高光                                                         | Vej Šu (dinastija Džin), Li Ši (dinastija Džin), Liu Ši (dinastija Džin), Gao Guang                                                                                                 | |
| Zvezek 42  | 列傳第12 王渾 王濬 唐彬                                                              | Vang Hun (general), Vang Džun (dinastija Džin), Tang Bin (dinastija Džin) | |
| Zvezek 43  | 列傳第13 山濤 王戎 郭舒 樂廣                                                         | Šan Tao (taoist), Vang Rong (dinastija Džin), Guo Šu, Jue Guang | |
| Zvezek 44  | 列傳第14 鄭袤 李胤 盧欽 華表 石鑒 溫羨                                               | Dženg Mao (dinastija Džin), Li Jin (dinastija Džin), Lu Čin (dinastija Džin), Hua Biao, Ši Džjan (dinastija Džin), Ven Šjan                                                         | |
| Zvezek 45  | 列傳第15 劉毅 程衛 和嶠 武陔 任愷 崔洪 郭奕 侯史光 何攀                              | Liu Ji (Zahodnj Džin), Čeng Vej (dinastija Džin), He Džjao, Vu Gaj, Ren Kaj, Cui Hong, Guo Ji (dinastija Džin), Hov Šiguang, He Pan (dinastija Džin)                                | |
| Zvezek 46  | 列傳第16 劉頌 李重                                                                   | Liu Song (dinastija Džin), Li Džonag (dinastija Džin) | |
| Zvezek 47  | 列傳第17 傅玄                                                                        | Fu Šuan | |
| Zvezek 48  | 列傳第18 向雄 段灼 閻纘                                                              | Šjang Šjong, Duan Džuo, Jan Dzuan | |
| Zvezek 49  | 列傳第19 阮籍 嵇康 向秀 劉伶 謝鯤 胡毋輔之 畢卓 王尼 羊曼 光逸                       | Ruan Dži, Dži Kang, Šjang Šju, Liu Ling (pesnik), Šje Kun, Huvu Fudži, Bi Džuo, Vang Ni, Jang Man (dinastija Džin), Guang Ji                                                        | |
| Zvezek 50  | 列傳第20 曹志 庾峻 郭象 庾純 秦秀                                                    | Cao Dži (dinastija Džin), Ju Džun, Guo Šjang, Ju Čun, Čin Šju | |
| Zvezek 51  | 列傳第21 皇甫謐 摯虞 束皙 王接                                                       | Huangfu Mi, Dži JU, Šu Ši, Vang Džje (dinastija Džin) | |
| Zvezek 52  | 列傳第22 郤詵 阮種 華譚 袁甫                                                         | Ši Šen, Ruan Džonh, Hua Tan, Juan Fu | |
| Zvezek 53  | 列傳第23 愍懷太子                                                                    | Sima Ju (kronski princ) | |
| Zvezek 54  | 列傳第24 陸機                                                                        | Lu Dži | |
| Zvezek 55  | 列傳第25 夏侯湛 潘岳 張載                                                            | Šjahov Džan, Pan Jue (pesnik), Džang Dzai (dinastija Džin), | |
| Zvezek 56  | 列傳第26 江統 孫楚                                                                   | Džjang Tong, Sun Ču (dinastija Džin) | |
| Zvezek 57  | 列傳第27 羅憲 滕修 馬隆 胡奮 陶璜 吾彥 張光 趙誘                                     | Luo Šjan, Ma Long (dinastija Džin), Hu Fen, Tao Huang (dinastija Džin), Vu Jan, Džang Guang, Džao Jou                                                                               | |
| Volume 58  | 列傳第28 周處 周訪                                                                   | Džov Ču, Džov Fang (dinastija Džin) | |
| Zvezek 59  | 列傳第29 汝南文成王亮 楚隱王瑋 趙王倫 齊王冏 長沙王乂 成都王穎 河間王顒 東海孝獻王越 | Sima Liang, Sima Vej, Sima Lun, Sima Džjomg, Sima Aj, Sima Jing, Sima Jong, Sima Jue                                                                                                | |
| Zvezek 60  | 列傳第30 解系 孫旂 孟觀 牽秀 繆播 皇甫重 張輔 李含 張方 閻鼎 索靖 賈疋               | Šje Ši, Sun Či, Meng Guan, Čjan Šju, Miao Bo (dinastija Džin), Džang Fu (dinastija Džin), Li Han (dinastija Džin), Džang Fang, Jan Ding, Suo Džing, Džja Ja                         | |
| Zvezek 61  | 列傳第31 周浚 成公簡 苟晞 華軼 劉喬                                                  | Džov Džun (dinastija Džin), Čeng Gongdžjan, Gov Ši, Hua Die, Liu Čiao (dinastija Džin)                                                                                              | |
| Zvezek 62  | 列傳第32 劉琨 祖逖                                                                   | Liu Kun (dinastija Džin), Dzu Ti | |
| Zvezek 63  | 列傳第33 邵續 李矩 段匹磾 魏浚 郭默                                                  | Šao Šu, Li Džu (dinastija Džin), Duan Pidi, Vei Džun (dinastija Džin), Guo Mo | |
| Zvezek 64  | 列傳第34 武13王 元4王 簡文3子                                                        | Trinajst princes Vuja, štiri princese Juana, trije sinovi Džjanvena | |
| Zvezek 65  | 列傳第35 王導                                                                        | Vang Dao | |
| Zvezek 66  | 列傳第36 劉弘 陶侃                                                                   | Liu Hong (dinastija Džin), Tao Kan | |
| Zvezek 67  | 列傳第37 溫嶠 郗鑒                                                                   | Ven Džjao, Či Džjan | |
| Zvezek 68  | 列傳第38 顧榮 紀瞻 賀循 楊方 薛兼                                                    | Gu Rong, Dži Džan, He šun, Jang Fang (dinastija Džin), Šue Džjen | |
| Zvezek 69  | 列傳第39 劉隗 刁協 戴若思 周顗                                                       | Liu Vej (dinastija Džin), Diao Šje, Daj Juan, Džov Ji (dinastija Džin) | |
| Zvezek 70  | 列傳第40 應詹 甘卓 鄧騫 卞壼                                                         | Jing Džjan, Gan Džuo, Deng Čjan, Bian Kun | |
| Zvezek 71  | 列傳第41 孫惠 熊遠 王鑒 陳頵 高崧                                                    | Sun Hui, Šjong Juan (dinastija Džin), Vang Džjan (dinastija Džin), Čen Jun (dinastija Džin), Gao Song (dinastija Džin)                                                              | |
| Zvezek 72  | 列傳第42 郭璞 葛洪                                                                   | Guo Pu, Ge Hong | |
| Zvezek 73  | 列傳第43 庾亮                                                                        | Ju Liang | |
| Zvezek 74  | 列傳第44 桓彝                                                                        | Huan Ji (dinastija Džin) | |
| Zvezek 75  | 列傳第45 王湛 荀崧 范汪 劉惔                                                         | Vang Džan, Šun Song, Fan Vang (dinastija Džin), Liu Tan | |
| Zvezek 76  | 列傳第46 王舒 王廙 虞潭 顧眾 張闓                                                    | Vang Šu (dinastija Džin), Vang Ji (dinastija Džin), Ju Tan, Gu Džong (dinastija Džin), Džang Kaj (dinastija Džin)                                                                   | |
| Zvezek 77  | 列傳第47 陸曄 何充 褚翜 蔡謨 諸葛恢 殷浩                                             | Lu Je (dinastija Džin), He Vong (dinastija Džin), Ču Se (dinastija Džin), Caj Mo, Džuge Hui, Jin Hao                                                                                | |
| Zvezek 78  | 列傳第48 孔愉 丁潭 張茂 陶回                                                         | Kong Ju, Ding Tan, Džang Mao (dinastija Džin), Tao Hui | |
| Zvezek 79  | 列傳第49 謝尚 謝安                                                                   | Šje Šang, Šje An | |
| Zvezek 80  | 列傳第50 王羲之                                                                      | Vang Šidži (kaligraf) | |
| Zvezek 81  | 列傳第51 王遜 蔡豹 羊鑒 劉胤 桓宣 硃伺 毛寶 劉遐 鄧岳 朱序                           | Vang Šun (dinastija Džin), Cai Bao, Jang Džjan (dinastija Džin), Liu Jin (dinastija Džin), Huan Šuan, Džu Si, Mao Bao, Liu Šja (dinastija Džin), Deng Jue, Džu Šu (dinastija Džin)  | |
| Zvezek 82  | 列傳第52 陳壽 王長文 虞溥 司馬彪 王隱 虞預 孫盛 干寶 鄧粲 謝沉 習鑿齒 徐廣           | Čen Šov, Vang Čangven, Ju Pu, Sima Biao, Vang JIn (dinastija Džin), Ju Ju, Sun Šeng (dinastija Džin), Gan Bao, Deng Can, Šje Čen, Si Dzuoči, Šu Guang (dinastija Džin)              | |
| Zvezek 83  | 列傳第53 顧和 袁瑰 江逌 車胤 殷顗 王雅                                               | Gu He, Juan Mei (dinastija Džin), Džjang Jou, Če Vin, Jin Ji, Vang Ja (dinastija Džin)                                                                                              | |
| Zvezek 84  | 列傳第54 王恭 庾楷 劉牢之 殷仲堪 楊佺期                                              | Vang Gong (dinastija Džin), Ju Kaj, Liu Laodži, Jin Džongkan, Jang Čuanči | |
| Zvezek 85  | 列傳第55 劉毅 諸葛長民 何無忌 檀憑之 魏詠之                                          | Liu Ji (Vzhodni Džin), Džuge Čangmin, He Vudži, Tan Pingdži, Vej Jongdži | |
| Zvezek 86  | 列傳第56 張軌                                                                        | Džang Gui | |
| Zvezek 87  | 列傳第57 涼武昭王李玄盛                                                              | Li Gao | |
| Zvezek 88  | 列傳第58 孝友                                                                        | Sinovska pobožnost | |
| Zvezek 89  | 列傳第59 忠義                                                                        | Zveswtoba in pravičnost | |
| Zvezek 90  | 列傳第60 良吏                                                                        | Dobri uradniki | |
| Zvezek 91  | 列傳第61 儒林                                                                        | Konfucijski učenjaki | |
| Zvezek 92  | 列傳第62 文苑                                                                        | Pisci | |
| Zvezek 93  | 列傳第63 外戚                                                                        | Cesarsko sorodstvo s poroko | |
| Zvezek 94  | 列傳第64 隱逸                                                                        | Puščavniki in samotarji | |
| Zvezek 95  | 列傳第65 藝術                                                                        | Umetnosti | |
| Zvezek 96  | 列傳第66 列女                                                                        | Zgledne ženske | |
| Zvezek 97  | 列傳第67 4夷                                                                         | Štiri barbarska plemena | |
| Zvezek 98  | 列傳第68 王敦 桓溫                                                                   | Vang Dun, Huan Ven | |
| Zvezek 99  | 列傳第69 桓玄 卞范之 殷仲文                                                          | Huan Šuan, Bian Fandži, Jin Džongven | |
| Zvezek 100 | 列傳第70 王彌 張昌 陳敏 王如 杜曾 杜弢 王機 祖約 蘇峻 孫恩 盧循 譙縱                 | Vang Mi, Džang Čang (dinastija Džin), Čen Min (dinastija Džin), Vang Ru, Du Dzeng, Du Tao, Vang Dži (dinastija Džin), Dzu Jue, Su Džun, Sun En, Lu Šun (dinastija Džin), Čjao Dzong | |

### Zapisi (載記)
| #          | Naslov                                   | Prevod                                                          | Komentar |
| ---------- | ---------------------------------------- | --------------------------------------------------------------- | -------- |
| Zvezek 101 | 載記第1 劉元海 劉宣                      | Liu Huan (Han Džao), Liu Šuan (Han Džao)                        |          |
| Zvezek 102 | 載記第2 劉聰 劉粲 陳元達                 | Liu Cong (Han Džao), Liu Can, Čen Juanda                        |          |
| Zvezek 103 | 載記第3 劉曜                             | Liu Jao                                                         |          |
| Zvezek 104 | 載記第4 石勒上                           | Ši Le (1. del)                                                  |          |
| Zvezek 105 | 載記第5 石勒下 石弘 張賓                 | Ši Le (2. del), Ši Hong, Džang Bin (Kasnejši Džao)              |          |
| Zvezek 106 | 載記第6 石季龍上                         | Ši Hu (1. del)                                                  |          |
| Zvezek 107 | 載記第7 石季龍下 石世 石遵 石鑒 冉閔     | Ši Hu (2. del), Ši Ši, Ši Dzun, Ši Džjan, Ran Min               |          |
| Zvezek 108 | 載記第8 慕容廆 裴嶷 高瞻                 | Murong Hui, Pej Ji, Gao Džao (dinastija Džin)                   |          |
| Zvezek 109 | 載記第9 慕容皝 慕容翰 陽裕               | Murong Huang, Murong Han, Jang Ju                               |          |
| Zvezek 110 | 載記第10 慕容儁 韓恆 李產                | Murong Džun, Han Heng, Li Čan                                   |          |
| Zvezek 111 | 載記第11 慕容暐 慕容恪 陽騖 皇甫真       | Murong Vej, Murong Ke, Jang Vu, Huangfu Džen                    |          |
| Zvezek 112 | 載記第12 苻洪 苻健 苻生 苻雄 王墮        | Fu Hong, Gu Džjan, Fu Šeng, Fu Šjong, Vang Duo (dinastija Džin) |          |
| Zvezek 113 | 載記第13 苻堅上                          | Fu Džjan (1. del)                                               |          |
| Zvezek 114 | 載記第14 苻堅下 王猛 苻融 苻朗           | Fu Džjan (2. del), Vang Meng, Fu Rong, Fu Lang                  |          |
| Zvezek 115 | 載記第15 苻丕 苻登 索泮 徐嵩             | Fu Pi, Fu Deng, Suo Pan, Šu Song                                |          |
| Zvezek 116 | 載記第16 姚弋仲 姚襄 姚萇                | Jao Jidžong, Jao Šjang, Jao Čang                                |          |
| Zvezek 117 | 載記第17 姚興上                          | Jao Šing (1. del)                                               |          |
| Zvezek 118 | 載記第18 姚興下 尹緯                     | Jao Šing (2. del), Jin Vej                                      |          |
| Zvezek 119 | 載記第19 姚泓                            | Jao Hong                                                        |          |
| Zvezek 120 | 載記第20 李特 李流 李庠                  | Li Te (Čeng Han), Li Lju (Čeng Han), Li Šjang (Šuanšu)          |          |
| Zvezek 121 | 載記第21 李雄 李班 李期 李壽 李勢        | Li Šjong, Li Ban, Li Či, Li Šou, Li Ši                          |          |
| Zvezek 122 | 載記第22 呂光 呂纂 呂隆                  | Li Guang, Li Dzuan, Li Long                                     |          |
| Zvezek 123 | 載記第23 慕容垂                          | Murong Čui                                                      |          |
| Zvezek 124 | 載記第24 慕容寶 慕容盛 慕容熙 慕容雲     | Murong Bao, Murong Šeng, Murong Ši, Murong Jun                  |          |
| Zvezek 125 | 載記第25 乞伏國仁 乞伏乾歸 乞伏熾磐 馮跋 | Čifu Guoren, Čifu Gangui, Čifu Čipan, Feng Ba                   |          |
| Zvezek 126 | 載記第26 禿髮烏孤 禿髮利鹿孤 禿髮傉檀    | Tufa Vugu, Tufa Lilugu, Tufa Rutan                              |          |
| Zvezek 127 | 載記第27 慕容德                          | Murong De                                                       |          |
| Zvezek 128 | 載記第28 慕容超 慕容鍾 封孚              | Murong Čao, Murong Džong (Južni Jan), Feng Fu                   |          |
| Zvezek 129 | 載記第29 沮渠蒙遜                        | Džugu Mengšun                                                   |          |
| Zvezek 130 | 載記第30 赫連勃勃                        | Helian Bobo                                                     |          |

## Ocena
Knjigo so kritizirali, ker je bolj kot realnosti dinastije Džin odražala dvorno politiko dinastije Tang, ki jo je sestavila. Knjiga je kljub temu, da je imela na voljo ne le že obstoječo Zgodovino Džina, temveč tudi veliko primarnih virov iz dinastije Džin, v prvi vrsti temeljila na Dzang Rongšujevi knjigi z enakim naslovom (Džinšu) iz Južnega Čija. Vključevala je tudi gradivo iz izmišljenih romanov. Zgodovinar Tang Liu Džidži  (661–721) je urednike obtožil, da so na splošno izbirali vire z najbolj živim in prepričljivim jezikom, namesto tistih, ki so bili zgodovinsko najbolj zanesljivi.
Knjiga ima zaradi širokega kroga ustvarjalcev in omejenega časa pisanja veliko notranjih protislovij in uredniških napak. Mednje spadajo  napačno črkovana osebna in krajevna imena, osnutku podoben nedodelan jezik in navzkrižna sklicevanja na neobstoječa poglavja, ki so bila domnevno načrtovana, a nikoli pravočasno dokončana za objavo.
Knjiga Džina je kljub tem pomanjkljivostim priznana kot najpomembnejši primarni vir za dinastijo Džin in šestnajst kraljestev, ker so bile vse obstoječe zgodovine in drugi viri, iz katerih je bila sestavljena, izgubljeni. Izjeme so naključni navedki v nekaj drugih ohranjenih delih.